# Jacob Borg
Pour les articles homonymes, voir Borg.
Jacob Borg, né le 22 mai 1991, est un footballeur maltais évoluant actuellement au poste d'arrière droit au Żebbuġ Rangers.

## Biographie
Borg joue son seul et unique match avec Malte le 14 août 2013 contre l'Azerbaïdjan.